# Ärkeängelskatedralen

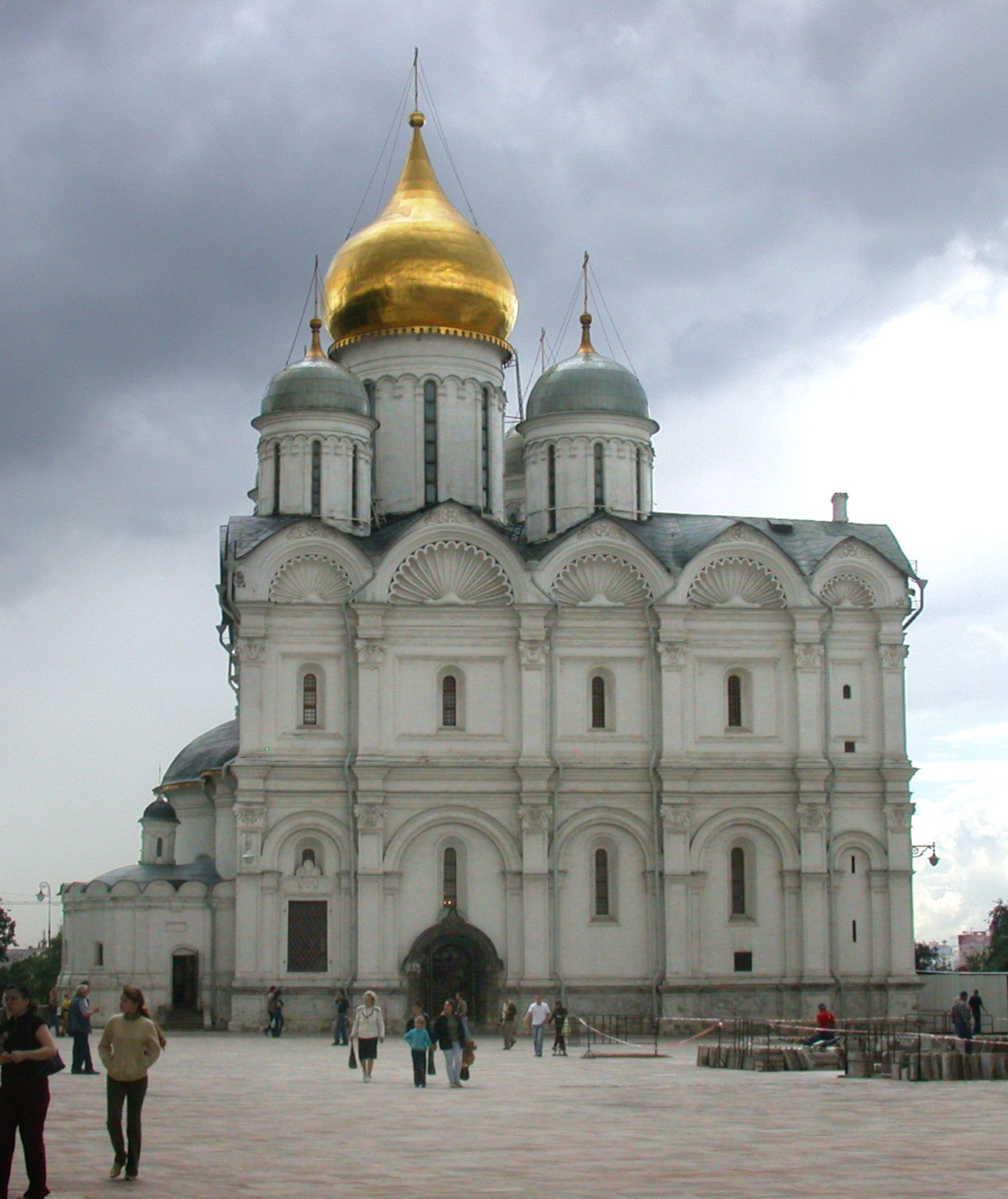
Ärkeängelskatedralen, 2004.

Ärkeängelskatedralen (ryska: Архангельский собор, Archangelskij sobor), även känd som Ärkeängeln Mikaels katedral, är en katedral i Kreml i Moskva. Katedralen var de ryska tsarernas och storfurstarnas begravningskyrka. Kyrkan byggdes vid Katedraltorget i Kreml åren 1505-1508 under överinseende av den italienske arkitekten Aloisio Nuovo (på ryska känd som Алевиз Новый, Aleviz Novyj), på platsen för en tidigare katedral, byggd 1333.

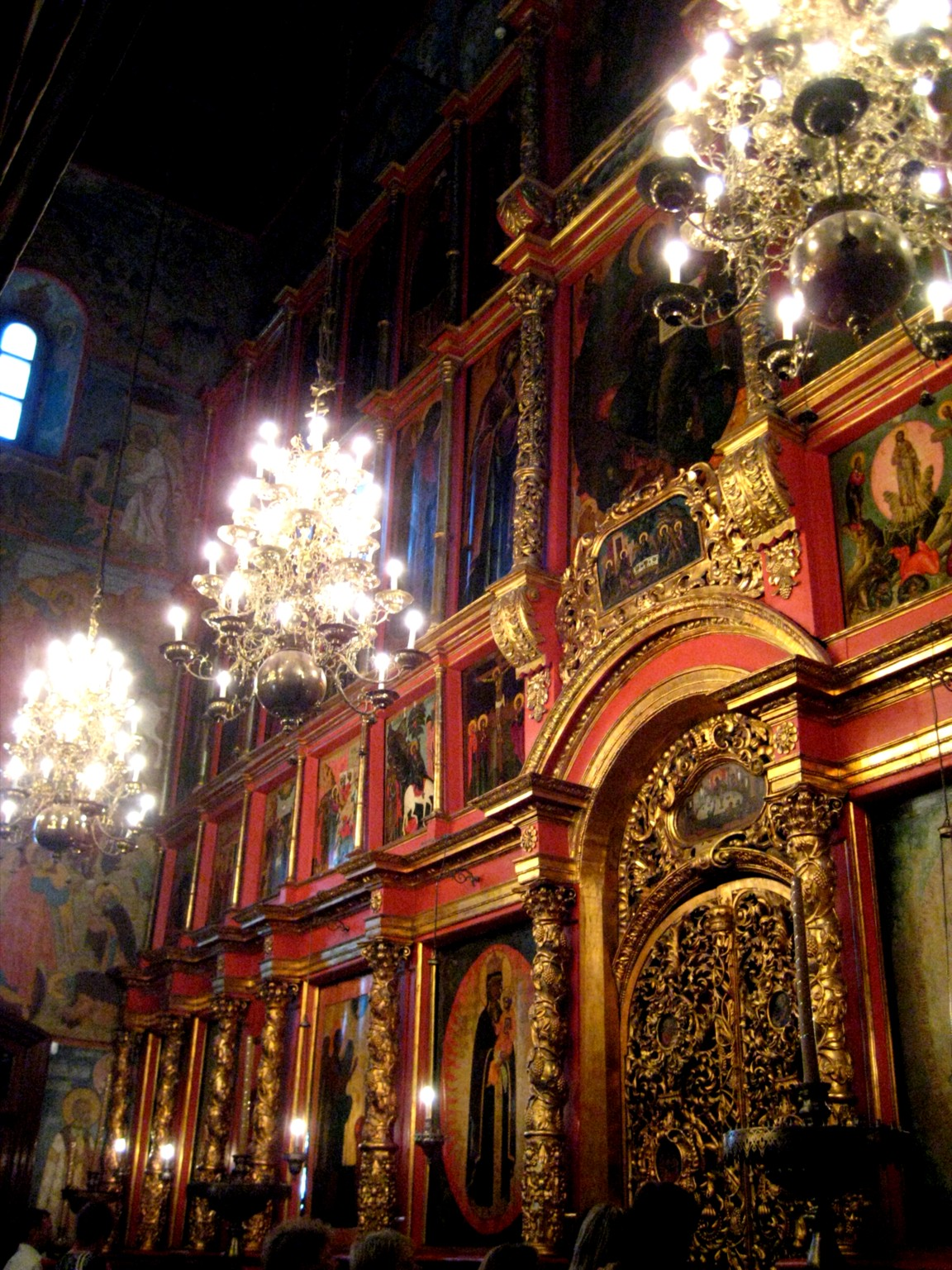
Ikonostasen

I katedralen finns fresker från 1500- och 1600-talen, liksom en 13 meter hög förgylld ikonostas med heliga ikoner från 1600-1800-talet.